# Халуми
Халу́ми или халлу́ми (на гръцки: χαλούμι; на английски: halloumi или haloumi; на турски: hellim) е традиционно сирене от козе или овче мляко, понякога с добавка и на краве мляко, което се прави в Кипър. През 1999 г. Кипър успява да получи официално признание на сиренето като национален продукт на страната и изключителни права върху наименованието „халуми“.

## Характеристика
Халуми е бяло сирене със слоеста консистенция, наподобяващо сиренето моцарела, с леко солен вкус. Традиционното сирене се прави на полукръгли пити с тегло 220 – 270 г.
В 100 грама сирене се съдържат: мазнини – 26 гр., въглехидрати – 1,8 гр., белтъчини – 22 гр., калоричност – 322 ккал.

## Производство
Халлуми се произвежда от овче и/или козе мляко, със или без добавка на краве мляко. Млякото се пастьоризира и се подквасява с фермент от стомаха на теле или бактериален ензим. Изцедената сирищна маса се притиска и се нарязва на кубчета. След изсушаване, парчетата халуми се осоляват и смесват с листа от мента или джоджен. След това сиренето се поставя в саламура за 2 дни при 4 – 8 °C, след което се изважда и пакетира.

## Употреба
Халуми запазва своите ценни качества около 2 месеца при температура под 4 °C. Също така, може да бъде замразено и съхранено за 1 година при -14 °C.
Сиренето може да се приготвя и консумира по различни начини: запечено в гореща фурна, на грил или на дървени въглища; запържено в масло или зехтин като предястие; изпържено с яйца и бекон; за пълнене на равиоли, за различни сладки, за пица и пайове; върху сандвичи и закуски, а също така може да се сервира с пъпеш, диня, грозде и смокини.